# Теория на езиците за програмиране
Теория на езиците за програмиране (на английски: programming language theory, PLT) е раздел от информатиката, който се с въпросите на проектиране, анализ, определяне на характеристиките и класификация на езиците за програмиране и изучава техните индивидуални особености. Свързан е тясно с други клонове на информатиката, а резултатите от теорията се използват в математиката, в софтуерното инженерство и лингвистиката.